# Geraldine (Alabama)
Geraldine – miasto w Stanach Zjednoczonych, w stanie Alabama, w hrabstwie DeKalb. W roku 2023 miasto zamieszkiwało 913 osób, a gęstość zaludnienia wynosiła 90,4 osoby/km².